# Oleksij Huzuljak
Oleksij Oleksandrowytsch Huzuljak (ukrainisch Олексій Олександрович Гуцуляк; * 25. Dezember 1997 in Krassyliw) ist ein ukrainischer Fußballspieler.

## Karriere

### Verein
Nachdem er in der Jugend für die Mannschaft des UFK Lviv gespielt hatte, wechselte er im Sommer 2013 in die Jugend von Karpaty Lwiw, wo er ab März 2015 dann auch ein fester Teil des Kaders der ersten Mannschaft wurde. Hier hatte er dann bei einem 1:1 gegen Metalurh Donezk sein Debüt. In der nächsten Saison kam er dann auch hier und wieder zu Kurzeinsätzen und wurde zur Spielzeit 2016/17 bis Februar 2017 an die C-Mannschaft von Villareal nach Spanien verliehen. Nach vielen Jahren in Lwiw zog es ihn Ende Januar 2020 dann weiter zu Desna Tschernihiw und seit August 2021 spielt er nun beim SK Dnipro-1, wo er auch in der Conference League Saison 2022/23 auch ein paar Einsätze sammelte.

### Nationalmannschaft
Nach der ukrainischen U16 und der U17, mit welcher er in einigen Qualifikationsspielen zum Einsatz kam er im Anschluss an die U18 auch bei der U19 in weiteren Qual-Partien zum Einsatz. Von 2016 bis 2018 sammelte er dann auch noch Einsätze mit der U21.
Sein Debüt für die A-Nationalmannschaft hatte er am 21. März 2024 beim 2:1-Halbfinalsieg über Bosnien in den Playoffs der Qualifikation zur Europameisterschaft 2024. Hier wurde er zur 76. Minute für Oleksandr Subkow eingewechselt.